# Carlos Slepoy
 Carlos Alberto Slepoy Prada (Buenos Aires, 2 d'octubre de 1949 - Madrid, 17 d'abril de 2017) fou un advocat argentí, soci del bufet d'advocats madrileny Vergara 25 abogados. Va ser president durant 10 anys de l'Asociación Argentina Pro Derechos Humanos - Madrid. Entre 1979 i 2017 va exercir d'advocat a Espanya, principalment en dret laboral i de seguretat social.
Es va llicenciar en dret a la Universitat de Buenos Aires el 1975. El 1976 fou segrestat i torturat dues setmanes abans del cop d'estat a l'Argentina, passant per diverses presons i patint maltractaments abans de ser condemnat a l'exili el 1977.
A final de la dècada dels 90 va ser advocat de l'acusació popular en els judicis contra l'exdictador Jorge Rafael Videla i altres membres de la dictadura argentina, com ara Adolfo Scilingo i Ricardo Cavallo. També va estar involucrat en els processos contra els exdictadors Augusto Pinochet i Efraín Ríos Montt. El 14 d'abril de 2010, amb altres advocats i organitzacions, va presentar a Buenos Aires, una querella contra els crims de la dictadura franquista. El setembre de 2014 va anunciar que presentaria una querella als tribunals argentins pels crims comesos a la Franja de Gaza durant l'operació Marge Protector duta a terme per Israel.
Va morir el 17 d'abril de 2017 als 68 anys per un error multiorgànic, a pocs dies de l'homenatge que el diari Público tenia previst realitzar al jurista, en motiu de l'estrena dels premi Drets humans del periòdic.

## Premis i reconeixements
Va rebre el IX Premi Joan Alsina de Drets Humans. i el Premi Internacional de Drets Humans 2008 de l'Associació Pro Drets Humans d'Espanya. El 2017 va rebre el premi Drets Humans del Diari Público.